# Amme Ba'li
Amme Ba'li var en arameisk kung i det arameiska riket Bit Zamani och son till Zamani. Lite är känt om honom men han nämns i den assyriska kungen Assurnasirpal II:s krönikor.
Förutom att Amme Ba'li regerade under första halvan av 800-talet f.Kr., saknas närmare information om honom. Tukulti-Ninurta II (890–884 f.Kr.) segrade över Amme Ba'li, och gick sedan med på ett avtal med honom, vilket resulterade i att Bit Zamani blev allierad och tjänare till Assyrien. Amme Ba'li var kvar i makten, men från det ögonblicket behövde han stödja Tukulti-Ninurta II under hans militära expeditioner till övre Tigris mot hurriterna och urarteerna i Nairi för att undvika hotfulla konflikter med assyrierna. Under Assurnasirpal II:s (883–859 f.Kr.) regering blev Amme Ba'li mördad 879 f.Kr. under ett uppror, vilket ledde till att tronen gick till en adelsman i Bit Zamani vid namn Bur-Ramman som mördade kungen.